# The Famous Door On Swing Street
The Famous Door On Swing Street ist ein Musical in zwei Akten von Thilo Wolf (Musik) und Ewald Arenz (Text). Das Stück wurde am 16. Oktober 2020 am Stadttheater Fürth uraufgeführt. Die Regie dieser Inszenierung übernahm Gaines Hall. Die Liedtexte sind in deutscher und englischer Sprache geschrieben.

## Handlung
Das Paar Mike und Anna ist frisch nach New York ausgewandert, um ein neues Leben zu beginnen und seine Träume zu verwirklichen. Mike, ein ehemaliger Musiker, will mit einer erfolgreichen Karriere als Banker durchstarten. Anna träumt von einer Karriere im Musikbusiness als DJ. Doch mit der Zeit kühlt die Stimmung und Euphorie der beiden ab. Während Mikes Karriere schnell vorangeht und er sich zum Workaholic entwickelt, erhält Anna eine Absage nach der anderen und fühlt sich zunehmend einsam und frustriert. Bei einem Streifzug durch die Stadt entdeckt sie eines Tages den Plattenladen der mysteriösen Doris. Nach einem anfänglichen Clinch freunden sich die Frauen an und Anna erzählt von ihrer Enttäuschung über Mike und ihrem Frust über die Stadt. Hingegen verstehen Mike und sein Kumpel Tom die Frauenwelt nicht. Nach einem großen Streit mit Mike geht Anna zurück zum Plattenladen, der sich als ehemaliges Speakeasy, eine Flüsterkneipe, entpuppt. Hier gerät sie durch eine geheimnisvolle Hintertür in die Vergangenheit, erlebt hautnah die Swinging Thirties und lernt den Stepptänzer Pete kennen. Anna beschließt, der Gegenwart und Mike den Rücken zu kehren, und bleibt in den 30er-Jahren bei Pete. Mike begreift erst zu spät, was ihm wirklich wichtig ist – nämlich Anna – und beginnt, mit Hilfe seines Freundes Tom, um seine große Liebe zu kämpfen. Beide folgen ihr in die Vergangenheit und es kommt zur Konfrontation zwischen Mike und Pete. Anna steht zwischen zwei Männern, zwischen Vergangenheit und Zukunft und findet schließlich wieder zu Mike zurück.

## Besetzung
| Musikalische Leitung                                        | Thilo Wolf |
| Regie, Choreographie & kreative Mitarbeit                   | Gaines Hall |
| Künstlerische Mitarbeit und Dramaturgie                     | Katja Kendler |
| Ausstattung                                                 | Lena Scheerer |
| Anna                                                        | Karolin Konert |
| Mike                                                        | Friedrich Rau (Sänger)                                                                                                |
| Doris                                                       | Bettina Meske |
| Pete                                                        | Niklas Schurz |
| Tom                                                         | Simon Tobias Hauser                                                                                                   |
| Swing Sisters                                               | Rosa Kremp Melissa Muther Lydia Schiller                                                                              |
| Ensemble                                                    | Taryn Nelson di Capri Julius P. Williams III Melanie Oster                                                            |
| Studierende der Bayerischen Theaterakademie August Everding | Marco Beck Larissa Hartmann Jacob Hetzner Frank Kühfuß Manuel Mignemi Sarah Sonnenschein Julia Taschler Klaudia Zajac |
| Band                                                        | Thilo Wolf Big Band                                                                                                   |